# Ishaq ibn Ibrahim al-Mawsilí
Ishaq ibn Ibrahim al-Mawsilí (Rey, 767-Bagdad, 850) fou un cantant persa, esmentat a Les mil i una nits.
El seu pare, Ibrahim al-Mawsili, també era cantant i poeta; tot i que procedia de Kufa, emigrà a Mossul, on el seu fill s'educava. Ishaq s'establí a Bagdad, on entrà al servei de la cort del califa Harun ar-Raixid, des de 786 a 809.
La seva meravellosa habilitat tocant el llaüt i la seva no menys prodigiosa memòria són mencionades ponderadament en nombroses cròniques àrabs antigues. Segons una d'aquestes, la veu d'Ishaq tenia un registre de quatre octaves. Un dels seus millors deixebles fou Ziryab, en qui Ishaq veié ben aviat un rival que podia fer-li ombra, per la qual cosa li aconsellà que s'allunyés de Bagdad i s'establís a l'Àndalus. Assolí col·leccionar en un llibre fins a 900 composicions del seu pare; però no es conserva cap d'aquests manuscrits.
Els contes àrabs en què apareix citat aquest artista, així com el Diccionari d'homes instruïts, de Yaqut, tenen interès des del punt de vista històric i musical, perquè donen llum a molts punts obscurs sobre l'afinació d'alguns instruments antics, així com el sistema de composició practicat en aquella època.